# Борщово (Ленинградская область)
Борщово — деревня в Оредежском сельском поселении Лужского района Ленинградской области.

## История
Впервые упоминается в Писцовой книге Водской пятины 1500 года, как деревня Борщово-Терехово в Никольском Бутковском погосте Новгородского уезда.
Как деревня Боршова она упоминается на карте Санкт-Петербургской губернии 1792 года, А. М. Вильбрехта.
Деревня Боршова обозначена и на карте Санкт-Петербургской губернии Ф. Ф. Шуберта 1834 года.

БОРЩОВА — деревня принадлежит подпрапорщику Кучецкому, число жителей по ревизии: 10 м. п., 16 ж. п. (1838 год)

Как деревня Боршова она отмечена на карте профессора С. С. Куторги 1852 года.

БОРЩОВО — деревня господина Дашкова, по просёлочной дороге, число дворов — 5, число душ — 16 м. п. (1856 год)

Согласно X-ой ревизии 1857 года деревня Борщово состояла из двух частей:

1-я часть: число жителей — 20 м. п., 21 ж. п. 

2-я часть: число жителей — 13 м. п., 8 ж. п. (из них дворовых людей — 5 м. п., 2 ж. п.)

БОРШОВО (БОРЩОВО) — деревня владельческая при колодцах, число дворов — 8, число жителей: 28 м. п., 28 ж. п.; Часовня православная. (1862 год)

Согласно подворной описи 1882 года, деревня Борщово (Боршово) Бутковского общества Бутковской волости состояла из двух частей:
 
1) бывшее имение Висленевой, 18 домов, 21 душевой надел, семей — 11, число жителей — 39 м. п., 32 ж. п.; разряд крестьян — временнообязанные.

2) бывшее имение Рындина, 5 домов, 8 душевых наделов, семей — 4, число жителей — 16 м. п., 15 ж. п.; разряд крестьян — временнообязанные.
В 1883—1884 годах временнообязанные крестьяне деревни выкупили свои земельные наделы у А. П. Висленевой и стали собственниками земли.
В XIX — начале XX века деревня административно относилась к Бутковской волости 1-го земского участка 1-го стана Лужского уезда Санкт-Петербургской губернии.
По данным «Памятной книжки Санкт-Петербургской губернии» за 1905 год деревня называлась Боршово и входила в Бутковское сельское общество.

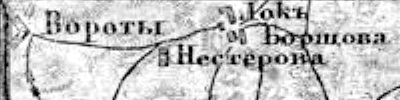
Деревня Борщово на карте 1912 года

Согласно карте из «Исторического атласа Санкт-Петербургской Губернии» деревня называлась Борщова, смежно с ней располагались деревни Нестерова и Лок.
По данным 1933 года деревня Боршово входила в состав Пантелеевского сельсовета Оредежского района.
Деревня была освобождена от немецко-фашистских оккупантов 8 февраля 1944 года.
По данным 1966, 1973 и 1990 годов деревня Борщово входила в состав Оредежского сельсовета.
По данным 1997 года в деревне Борщово Оредежской волости проживали 98 человек, в 2002 году — 79 человек (русские — 98 %).
В 2007 году в деревне Борщово Оредежского СП также проживали 85 человек.

## География
Деревня расположена в восточной части района к югу от автодороги 41А-004 (Павлово — Луга).
Расстояние до административного центра поселения — 4 км.
Расстояние до ближайшей железнодорожной станции Оредеж — 3 км.
Деревня находится на южном берегу Антонова озера.

## Демография
| 1838 | 1862 | 1997 | 2007 | 2010 | 2017 |
| ---- | ---- | ---- | ---- | ---- | ---- |
| 26   | ↗56  | ↗98  | ↘85  | →85  | ↘45  |

## Улицы
Зелёная, Лог, Полевая, Школьная.